# Pseudodiploexochus tabularis
Pseudodiploexochus tabularis är en kräftdjursart som först beskrevs av Barnard 1932.  Pseudodiploexochus tabularis ingår i släktet Pseudodiploexochus och familjen Armadillidae. Inga underarter finns listade i Catalogue of Life.